# Giovanni de' Pazzi

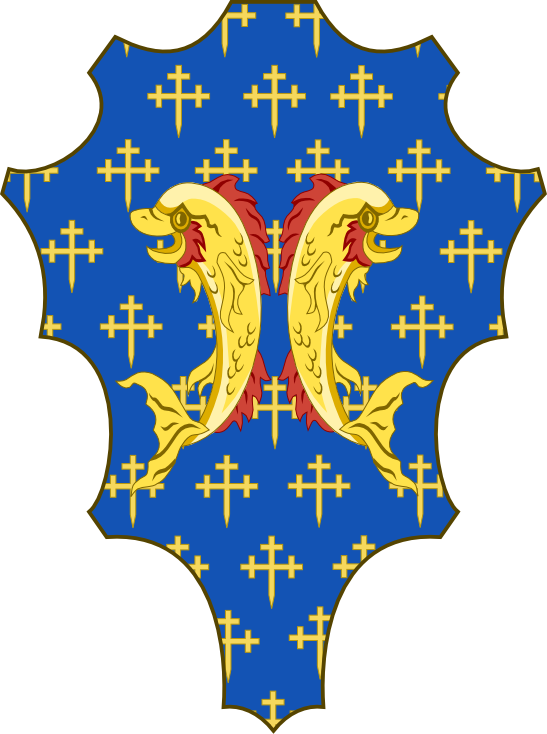
Stemma dei Pazzi

Giovanni de' Pazzi (Firenze, 26 ottobre 1439 – Volterra, 1481) fu un esponente della famiglia Pazzi di Firenze, suo malgrado coinvolto nella Congiura dei Pazzi sebbene ne fosse estraneo.

## Biografia
Aveva da poco iniziato la sua carriera politica come membro dei Priori delle Libertà nel 1472, quando morì il ricchissimo suocero Giovanni Borromei.
Lorenzo il Magnifico fece promulgare infatti una legge che impediva alle figlie femmine di intascare l'eredità se figlie uniche e sposate, impedendo così l'entrata nelle casse dei Pazzi di una notevolissima somma di denaro.
Questa disavventura viene in genere indicata come una delle possibili scintille che portarono i Pazzi a congiurare contro i Medici.
Sebbene non coinvolto nella cospirazione, egli venne comunque imprigionato nel carcere di Volterra, dove morì pochi anni dopo (1481). Sua moglie  Beatrice tentò di farlo evadere nel 1480, ma venne scoperta e a sua volta imprigionata.
Fu padre di Raffaele de' Pazzi.